# Robert Džarvik
Robert Kofler Džarvik, M.D. (Midland, 11. maj 1946) bio je američki naučnik, istraživač i preduzetnik poznat po svojoj ulozi u razvoju Džarvik-7 veštačkog srca.

## Detinjstvo i mladost
Robert Džarvik je rođen u Midlandu u Mičigenu, od oca Normana Judžina Džarvika i majke Edit Kofler Džarvik. On je odrastao u Stamfordu u Konektikatu. On je nećak Mari Džarvika, farmakologa koji je koizumitelj nikotinskog flastera.
Džarvik je diplomirao na Univerzitetu Sirakuze. Magistrirao je medicinsku tehniku na Univerzitetu Njujorka.
Nakon što je primljen na Medicinski fakultet Univerziteta u Juti, Džarvik je završio dve godine studija, i 1971. godine se zaposlio kod Vilema Johana Kolfa, lekara-pronalazača holandskog porekla na Univerzitetu u Juti, koji je proizveo prvu mašinu za dijalizu, i koji je radio na drugim veštačkim organima, uključujući srce. Džarvik je doktorirao 1976. na Univerzitetu Jute. Kao medicinski naučnik on nije završio staž ili rezidenciju, i nikada nije dobio dozvolu za bavljenje medicinom.

## Karijera
Džarvik se pridružio programu za veštačke organe Univerziteta u Utahu 1971. godine, koji je tada vodio Vilem Johan Kolf, njegov mentor. U to vreme program je koristio pneumatski dizajn veštačkog srca Kliforda Kvan-Geta koji je mogao da životinju održi u laboratoriji 10 dana. Kolf je zadao Džarviku da dizajnira novo srce koje će prevazići probleme Kvan-Getovog srca, što je na kraju kulminiralo Džarvik-7 uređajem.
Godine 1982, tim je izvršio implantaciju veštačkog srca - drugi put, 13 godina nakon Domingo Liotovog i Denton Kulijevog prvog pokušaja iz 1969. godine. Vilijam Devries je prvi implantirao Džarvik-7 u penzionisanog stomatologa Barnija Klarka na Univerzitetu u Utahu 2. decembra 1982. Klarku su bile neophodne česte posete bolnici tokom sledećih 112 dana, nakon čega je umro. Tokom učestalih konferencija za štampu radi ažuriranja stanja pacijenta, Džarvik je zajedno sa Devriesom upoznavao svetske medije o Klarkovom stanju. Sledećih nekoliko implantacija Džarvik-7 srca sprovela je Humana, velika zdravstvena osiguravajuća kuća. Drugi pacijent, Vilijam Dž. Šroder, preživeo je 620 dana. Godine 1983. Džarvik i Devries primili su nagradu Zlatna ploča Američke akademije dostignuća.
Džarvik je 2006. počeo da se pojavljuje u televizijskim reklamama za Fajzerov lek za holesterol Lipitor. Dva člana Kongresa, u okviru svoje kampanje protiv preporuka slavnih ličnosti, započeli su istragu o tome da li njegove televizijske reklame predstavljaju medicinski savet dat bez dozvole za bavljenje medicinom. Jedna reklama je prikazivala Džarvika kako vesla, ali zbog osiguranja i drugih razloga on zapravo nije veslao, već je korišćen je dvojnik. Kasnije je Džarvik izjavio da nije koristio Lipitor dok nije postao predstavnik kompanije. Dana 25. februara 2008., Fajzer je najavio da će prekinuti svoje oglase sa Džarvikom.

## Literatura
- Frazier, O H; Myers, T J; Jarvik, R K; Westaby, S; Pigott, D W; Gregoric, I D; Khan, T; Tamez, D W; Conger, J L; Macris, M P (2001). „Research and development of an implantable, axial-flow left ventricular assist device: the Jarvik 2000 Heart.”. Ann. Thorac. Surg. 71 (3 Suppl) (објављено mart 2001). стр. S125—32; discussion S144—6. PMID 11265847. doi:10.1016/S0003-4975(00)02614-X.
- Jarvik, R K; Lawson, J H; Olsen, D B; Fukumasu, H; Kolff, WJ (1978). „The beat goes on: status of the artificial heart, 1977.”. The International Journal of Artificial Organs. 1 (1) (објављено januar 1978). стр. 21—7. PMID 352968.
- Copeland JG, Smith RG, Arabia FA,  . (2004). „Cardiac replacement with a total artificial heart as a bridge to transplantation”. New England Journal of Medicine. 351 (9): 859—867. PMID 15329423. doi:10.1056/nejmoa040186.
- Kelly, Susan (2018-08-20). „FDA finds higher death, stroke rates for latest SynCardia artificial heart driver”. MedTech Dive (на језику: енглески). Industry Dive, Inc. Приступљено 2021-01-14.
- „New Record of 161 SynCardia Total Artificial Heart Implants Set In 2013”. SynCardia. 2014-01-07. Архивирано из оригинала 2016-01-13. г. Приступљено 2016-06-11.
- Torregrossa G, Morshuis M, Varghese R,  . (2014). „Results with SynCardia total artificial heart beyond 1 year”. ASAIO J. 60 (6): 626—634. PMID 25158888. S2CID 22560256. doi:10.1097/MAT.0000000000000132. hdl:11577/3198091.
- „UCLA Transplantation Services, Los Angeles, CA”. transplants.ucla.edu. Архивирано из оригинала 2016-08-06. г.

## Spoljašnje veze
- -author= -